# 아득히 먼 춤
《아득히 먼 춤》은 2016년 11월 20일에 방영한 《KBS 드라마 스페셜 2016》 시리즈 중 아홉 번째 작품이다.

## 줄거리
어느 날 갑자기 연극 연출가 파랑이 유서도 남기지 않고 자살한다. 누군가는 오열하고 또 누군가는 너무나도 일상적인 대화를 나누며 저마다 다른 방식으로 파랑의 죽음을 맞이한다. 파랑의 죽음에 무덤덤한 반응을 보이는 극작가 현은 그저 파랑도, 다른 이들도 이해할 수 없다는 생각만 든다. 그런 현에게 파랑의 아버지는 죽은 파랑의 집과 물건을 정리해달라는 부탁을 하고, 설상가상 졸업을 위해 파랑과 결말 문제로 지독히도 부딪쳤던 ‘로봇의 죽음’을 추모공연으로 올려야 한다.
현은 동료들과 함께 극을 다시금 준비하고 파랑의 흔적을 가까이하면서 점차 그와의 지난날들을 되짚어간다. 시간이 흐를수록 애써 외면했던 무언가가 서서히 그녀의 마음속에 차오른다.

## 등장 인물

### 현실

#### 주요 인물
- 이상희 : 최현(26세) 역

극작 전공. 연출 파랑과는 연극과에서 콤비로 통했고, 리더십 있고 성숙하며 다방면에서 두루두루 모난 데 없다. 하지만 갑작스런 파랑의 죽음과 연극 ‘로봇의 죽음’의 결말만은 도무지 이해가 되지 않고 받아들일 수도 없다.
- 구교환 : 신파랑(28세) 역

신출내기 연극 연출가. 어느 날 갑자기 유서 한 장 남가지 않고 자살한다. 본인만의 가치관과 철학 등이 뚜렷했고, 하고픈 방향이 있으면 어떻게든 밀고 나가는 타입이었다. 일례로 모두가 반대하는 결말로 ‘로봇의 죽음’을 끝맺었다.

#### 주변 인물
- 차수연 : 최수진(29세) 역

연기 전공 배우. 파랑의 동기. 어디서든 엄마 역할을 자처하는 편이며 늘 세심하게 모두를 보듬어 안는 스타일이다. 파랑의 죽음 이후 어떻게든 현과의 대화를 시도하고 도우려하지만, 이를 피하는 듯한 현의 모습에 마음이 불편하고 답답하기만 하다.
- 정영기 : 황승열(34세) 역

연기 전공 배우. 생계형 배우로 대학로에서 상업극을 주로 하고 있으며, ‘로봇의 죽음’을 할 때도 마찬가지였다. 생계를 위해 피치 못하게 여러 공연에 참여해야만 했는데, 그의 마음속엔 그때의 준비과정이 아직 상처로 남아있다.
- 장서경 : 이슬기(21세) 역

연출 전공. 약 1.5번 정도의 경력이 있으나 아직은 햇병아리 조연출이다. 팀의 막내로 항상 밝고 긍정적인 에너지를 발산한다. 하지만 파랑의 죽음 이후 지난 나날에 시달리며, 어느 누구보다도 암울한 상태에 빠져든다.
- 우지현 : 김정빈(26세) 역

연기 전공. 현의 동기. 약간의 거만함과 톡 쏘는 성격이 매력이듯 파랑의 죽음마저 툭 비꼬듯 던지는 무심한 말들로 대한다. 하지만 실은 다른 이들과 똑같이 파랑의 죽음에 시달리며 점차 추모공연마저 포기하고 싶어지게 된다.
- 이준영 : 성훈 역

연기 전공. 현 학생회장. 파랑의 죽음 이후 우연히 학과 사무실에서 현을 만나 추모공연을 제안하며 애도제를 담당한다.

### 로봇의 죽음
- 남명렬 : 소장 안드로이드 역

지구박물관 산하 역사기록소 대표. 에너지원인 태양이 죽어가기 시작한 이후 인간에 대한 관심은 더욱 커졌다. 금지된 구역을 탐하는 것 또한 마다하지 않으며, 필사적으로 다가오는 방전에 대처하고자 한다. 유한한 생명체였던 인간에 그 해답이 있다 믿는다.
- 손민석 : 과장 안드로이드 역

역사기록소 행정과장. 원리원칙과 소심함으로 소장 안드로이드를 말리려하지만, 방전이 얼마 남지 않은 상황에서 별다른 선택지가 없기에 큰맘 먹고 그를 따르기로 결심한다.
- 김승훈 : 팀장 안드로이드 역

데이터관리 팀장. 세 안드로이드들 중 가장 겁이 많고 유약해 방전을 가장 두려워하여 극단의 선택까지 한다. 하지만 과장의 고맙지 않은 도움 탓에 다시금 현실을 마주한다.

### 그 외 인물
- 이영석 : 파랑의 아버지 역
- 윤순심 : 파랑의 어머니 역
- 이재희 : 파랑의 집 주인 역
- 김현 : 슬기의 어머니 역
- 강진아 : 조교 역
- 최대석 : 형사 역
- 이동용 : 약사 역
- 황우상 : 경비원 1 역
- 이재문 : 후배 1 역
- 이바다 : 후배 2 역
- 신치영 : 응급대원 역

## 시청률
- 전국 시청률 : 1.3%[1]